# 100人の20世紀
『100人の20世紀』（ひゃくにんのにじっせいき）は、1998年（平成10年）から1999年（平成11年）まで、朝日新聞日曜版に掲載された連載読み物である。

## 概要
激動の20世紀の幕が降りようとしていたこの時期、20世紀を代表する偉人100人をピックアップし、その人生、栄光、苦悩などを紹介したノンフィクションである。1999年（平成11年）と2000年（平成12年）に朝日新聞社から単行本上下2巻がそれぞれ刊行され、さらに2001年（平成13年）には朝日文庫から文庫本上下2巻が刊行された。
また、1999年（平成11年）4月4日から2001年（平成13年）3月25日までの毎週日曜18:30 - 18:56（JST）には、これを原作としたテレビ朝日、Vivia（テレビ朝日映像）共同製作のドキュメンタリー番組が放送され、ナレーターを江守徹が担当した。放送回数はプロ野球ナイターなど特番の関係で休止があったため、89話（本編87話=87人、スペシャルエディション=総集編2話）。

## ロケ地協力
- セントマーガレット病院